# بوستن (ميزوري)
بوستن (بالإنجليزية: New Boston)‏ هي إحدى المجتمعات الفردية (غير مصنفة) في ولاية ميزوري في الولايات المتحدة الأمريكية.

## أعلام
- دونالد س. ديفيس